# Hamish McLachlan
Hamish McLachlan (* 27. Juli 1967; † 21. Dezember 2020) war ein australischer Ruderer.

## Karriere
Hamish McLachlan nahm an den Weltmeisterschaften 1987 im Vierer mit Steuermann teil. Bei den Olympischen Sommerspielen 1988 in Seoul wurde er in der Regatta mit dem Achter Fünfter.
Sein Bruder Alastair war ebenfalls Ruderer.